# Saison 2000
Saison 2000 is een Belgisch bier van hoge gisting.
Het bier wordt gebrouwen in Brasserie des Légendes te Elzele.
Het is een amberkleurig bier, type saison met een alcoholpercentage van 6,5%.